# ベンチャーウイスキー
株式会社ベンチャーウイスキーは、埼玉県秩父市にある酒造メーカー。創業者の肥土伊知郎の名を冠したウイスキーブランド「イチローズモルト」の製造・販売を行う。社是は「時とともに成長する」。

## 沿革

### 設立まで
ベンチャーウイスキーは東亜酒造設立者の孫である肥土伊知郎が設立した企業である。肥土の父が経営していた東亜酒造は2000年に経営不振により民事再生法を申請し、2001年に肥土は父から経営を譲り受けた。しかし業績は回復せず2003年に日の出通商（現日の出ホールディングス）への営業譲渡を決定した。この際、日の出通商はウイスキー事業からの撤退を決断し、東亜酒造の羽生蒸溜所にあったウイスキー原酒は引き取り手が見つからなければ廃棄するとの決定を下した。
廃棄予定のウイスキー原酒の中には20年近く熟成を重ねていたものが400樽あった。これらの原酒について、従業員たちは「クセが強くて売りにくい」として過小評価していたが、肥土は「面白みのある味」だと感じ、将来性を見出していた。日の出通商の方針に我慢のならなかった肥土は独立を決意し、原酒の保管場所を提供してくれるウイスキーメーカーを自ら探すことにした。
しかし当時ウイスキーは「時代遅れの酒」とみなされ売上が低迷しており、在庫の削減に取り組むメーカーが大半で、引き取り手探しは難航する。それでも奔走し続けた結果、ついに製造免許を持つ笹の川酒造からの協力を得ることに成功し、貯蔵庫を間借りさせてもらえることになった。この時、笹の川酒造社長の山口哲蔵は、長い時間をかけて熟成させた原酒を捨てるのは「いちメーカーだけでなくて業界の損失」、「酒の文化に対する反逆」であり「時間の損失」だ、と憤慨していたという。山口は肥土の姿勢について「ウイスキーがどん底の時代、肥土さんは本当に熱く語っていた。その熱意に押された」と振り返っている。一方で笹の川酒造の社内では他社の原酒を預かることに異論があった。蔵人や社員に対し山口は「ウイスキーは年を重ねるもの。一朝一夕にできるものじゃない。誰かがいつかどこかで飲む。その時うまいと言って飲んでくれる人がいればいい。廃棄というのは、そういう人を奪うってことなんだよ」と語りかけ、説得に努めた。
肥土は山口に、この原酒をベースにウイスキーを造り上げ、自ら売り切ることを約束した。2004年、東亜酒造は日の出通商グループ入りし、肥土は同社を離れ、羽生蒸留所の原酒や自前で蒸留した原酒を使用するウイスキー「イチローズモルト」の製造・販売を目的に、同年9月にベンチャーウイスキーを設立した。

### 羽生蒸留所ウイスキーの販売開始
羽生蒸留所の原酒を使用した、ベンチャーウイスキー最初の商品である「イチローズモルト ヴィンテージシングルモルト1988」は2005年5月に笹の川酒造でワインボトル600本に瓶詰された。資金難のベンチャーウイスキーにはウイスキー瓶を購入する余裕さえなかったため、笹の川酒造から譲ってもらったワインボトルで代用したのだった。
1本あたり税抜きで1万3500円という価格設定であり、当時まだ無名だった銘柄のウイスキーとしてはかなり高価なものだった。これを売るには、ブランドではなく味で評価をしてくれるバーで扱ってもらう必要があると肥土は考えた。そこでおよそ2000軒のバーに営業を行い、2年かけて600本を売り切った。

### 秩父蒸留所の稼働開始
肥土はベンチャーウイスキーの設立当初からの夢であった蒸溜所の設立に着手した。建設場所には秩父市を選んだ。その理由として肥土は、自らの故郷であり支援してくれる人々がいたこと、更に肥土家などが江戸時代から日本酒を造ってきた地であり、酒造りに適した環境であったことを挙げている。土地を確保するため、埼玉県が所有する秩父の工業団地に入居の希望を伝えたところ、県の担当者が1人で訪ねてきた。県は実績のないベンチャー企業に土地を貸し出した前例がなかったことから、その担当者は入居を断る目的で派遣されたのだった。しかし肥土のウイスキーにかける熱意にほだされ、その日は判断を保留した。間もなくして上司を伴って再来し、肥土から説明を受けると、その上司も肥土の思いに共感して「（ウイスキー事業を）やらせてあげたい」と感じ、再び判断を保留した。その後県庁内で議論が重ねられ、しばらくして県庁から「プレゼンをしに来てほしい」との連絡があり、肥土はそれに応じて県庁に赴きプレゼンを行った。これが県幹部らの心を動かし、ようやく土地を借り受けることの許可を得た。土地の引き渡しの際、県の担当者からは「結構、頑張ったから、社史を書く時には載せてね」と言われたという。
肥土は新商品の開発を進めながら2007年に初の自社蒸留所となる秩父蒸留所を完成させた。そして2008年2月に同所でのウイスキーの製造免許を取得して蒸留を開始した。日本でウイスキーの製造免許が交付されたのは35年ぶりのことであった。チーフ・ディスティラーには、2006年にメルシャンの軽井沢蒸留所で研修した際に知り合った、同蒸留所のモルト・マスターであった内堀修省を招聘した。なおこの研修の際に蒸留した軽井沢産の原酒も、2020年3月時点で秩父蒸留所の貯蔵庫に収められている。
2011年、秩父蒸留所で蒸留した原酒を使った最初のモルトウイスキー「秩父 ザ・ファースト」を7400本出荷し、国内分、国外分ともにその日のうちに完売した。

### 第2蒸留所の稼働開始
2018年4月、秩父蒸留所から400m離れた土地に新たな貯蔵庫付きの第2蒸留所を着工し、2019年7月に試験稼働、同年10月から本格稼働を開始した。第2蒸留所の秩父蒸留所からの変更点は、発酵槽を国産ミズナラ材からフレンチオーク材に変えたこと、ポットスチルを蒸気による間接式加熱から、難易度は高いが個性が生まれやすいガスによる直火式加熱に変えたことなどである。当初の第2蒸留所の1日当たり純アルコール換算生産量は800リットルと秩父蒸留所の160リットルの5倍であり、将来的に2シフト制にすることで10倍の1600リットルとし、5年後をめどに19年3月期比で倍の20億円の売り上げを目指している。また将来的に、秩父産の二条大麦を使用した原酒を秩父産のミズナラ樽で熟成させたオール秩父産のウイスキーを実現させたいとしている。

### 苫小牧蒸溜所計画
2023年4月、苫小牧市柏原の苫小牧東部地域内にグレーンウイスキーの製造を行う新蒸溜所を着工。完全子会社「ベンチャーグレイン」を設立し同社の「苫小牧蒸溜所」として建設する。
新蒸留所建設にあたっては北海道から九州まで数十箇所の工業団地を調査した。以前から熟成樽に北海道産のミズナラを用いていたこともあり、北海道への進出は2020年前後から検討されていた。肥土は苫小牧への建設について、原料を輸入する北米航路がある苫小牧港が近く広い土地の確保が可能であり、苫小牧市高丘浄水場の水が緩速濾過により湧き水に近い良質な水を供給可能なこと、気候の寒暖差があること、新千歳空港近傍であることを利点としてあげた。総面積6.6ヘクタールを開発し、カフェ式連続式蒸留機を用いての製造を行い、年間240万リットルの生産を見込む。2025年春季の操業開始予定で、最短で2028年春季の出荷開始を目標とし、将来的な貯蔵庫の規模拡大にも対応する。また北海道産の原料を用いたウイスキーの製造も検討する。

## 年表
- 2004年 - 9月 埼玉県秩父市に設立[2]。
- 2007年 - 2月 肥土伊知郎を2年間の月日を掛けて追い続けたヒューマンドキュメンタリー「Malt Dream ～世界一小さな蒸留所が出来るまで～」が公開された。
- 2007年 - 11月 秩父蒸溜所が完成[41]。
- 2008年 - 2月 秩父蒸留所でのウイスキーの製造免許を取得し稼働開始。
- 2011年 - 秩父蒸留所で蒸留した原酒を使用した最初のモルトウイスキー「秩父 ザ・ファースト」を発売。
- 2019年 - 10月 第2蒸留所の稼働を開始。

## 受賞歴
2007年、2005年に発売した羽生蒸留所の原酒を使用したアルコール度数56%のカードシリーズの「キング オブ ダイヤモンズ」(KING OF DIAMONDS) が、イギリスの『ウイスキーマガジン』のジャパニーズモルト特集で最高得点の「ゴールドアワード」に選ばれた。
2012年2月、秩父蒸留所で蒸留した原酒を使った最初のモルトウイスキー「秩父 ザ・ファースト」が、アメリカの専門誌『Whisky Advocate』が主催するWhisky Advocate’s 18th Annual Awardsにて、ジャパニーズウイスキー･オブ･ザ･イヤーを受賞した。
秩父蒸留所の原酒を使用した銘柄は『ウイスキーマガジン』が主催する「ワールド・ウイスキー・アワード」で2017年から5年連続で世界最高賞を受賞している。2017年は「イチローズモルト 秩父ウイスキー祭2017」が「シングルカスクシングルモルトウイスキー部門」にて、2018年から2021年までは「イチローズ モルト＆グレーン リミテッドエディション ジャパニーズブレンデッドウイスキー」と「イチローズモルト＆グレーン ジャパニーズブレンデッドウイスキー リミテッドエディション2019」と「（同左）2020」と「（同左）2021」が「ワールドベスト・ブレンデッドウイスキー・リミテッドリリース部門」にて、世界最高賞を受賞した。

## 商品

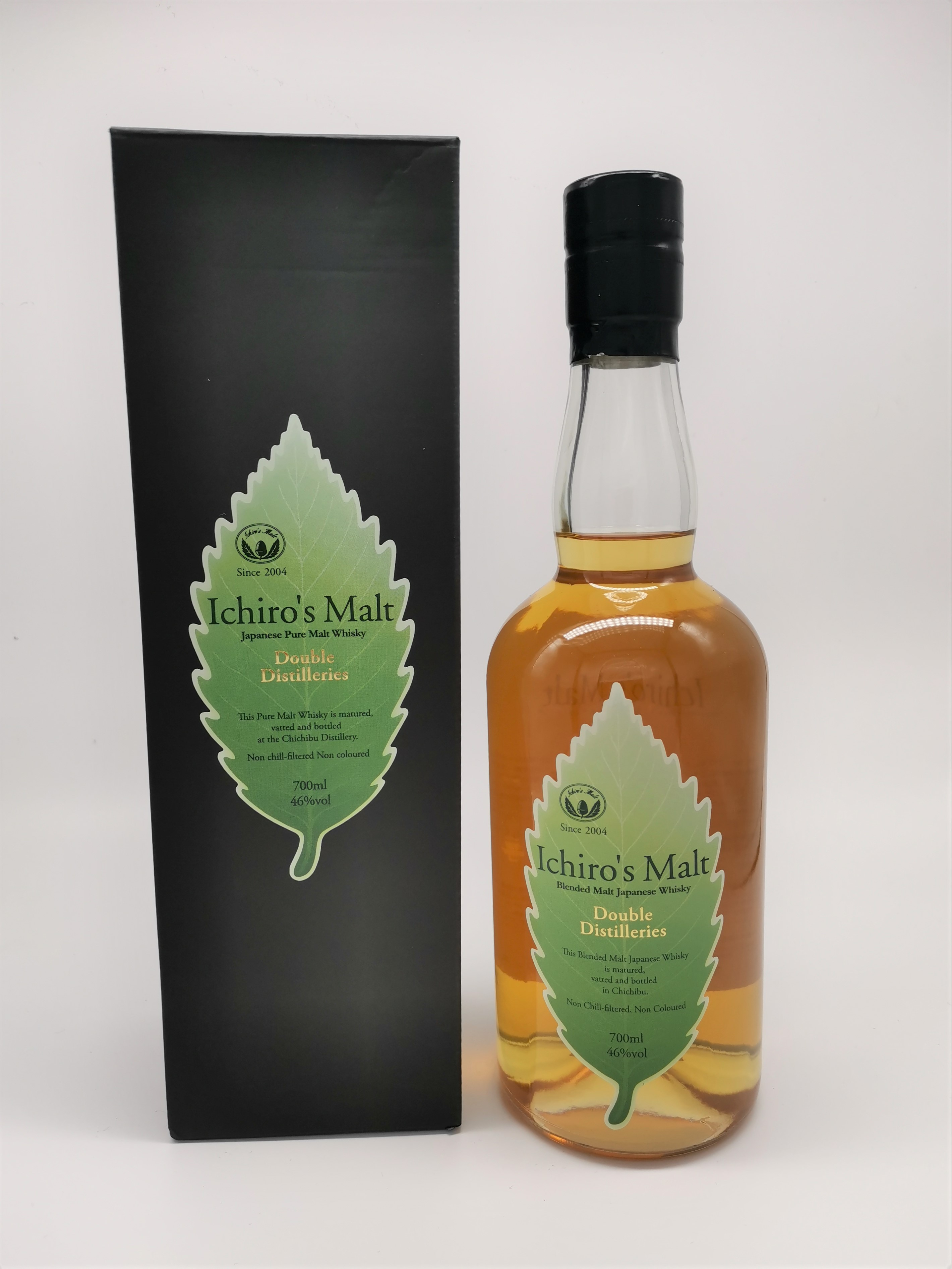
イチローズモルト ダブルディスティラリーズ

※多数の少量生産品があるため極一部を記載する。
モルト&グレーン ワールドブレンデッドウイスキー（通称ホワイトラベル）
秩父蒸留所の原酒をキーモルトとして世界の9蒸留所のモルト原酒と2蒸留所のグレーンウイスキーをブレンドした同社では最廉価のウイスキー。ノンチルフィルタード（無冷却濾過）、ノンカラー（無着色）。アルコール度数46％。3780円。
ダブルディスティラリーズ
羽生蒸留所のパンチョン樽を主体としたシェリー樽原酒と秩父蒸留所ミズナラ樽原酒を使用しており、2つの蒸留所（ディスティラリー）の原酒を使用した事に名を由来する。ノンチルフィルタード（無冷却濾過）、ノンカラー（無着色）。アルコール度数46％。6480円。「WWA2009」ベストジャパニーズブレンデッドモルト（ノンエイジ部門）受賞。
MWR（ミズナラウッドリザーブ）
発売当初は羽生蒸留所の原酒をキーモルトに、複数の蒸留所のモルトをブレンドしミズナラ樽で再熟成した事が謳われていたが、2018年時点では公式には羽生蒸留所の原酒の使用が記載されていない。ピートの強い原酒を多く使用。ノンチルフィルタード（無冷却濾過）、ノンカラー（無着色）。アルコール度数46％。6480円。「WWA2010」ベストジャパニーズブレンデッドモルト（ノンエイジ部門）受賞。
ワインウッドリザーブ
発売当初は羽生蒸溜所の原酒をキーモルトに、数種のモルト原酒をブレンド、勝沼ワイナリーで使用されていたフレンチオーク製の赤ワイン樽で後熟した事が謳われていたが、2018年時点では公式には羽生蒸留所の原酒の使用が記載されていない。ノンチルフィルタード（無冷却濾過）、ノンカラー（無着色）。アルコール度数46％。6480円。「WWA2011」ベストジャパニーズブレンデッドモルト（ノンエイジ部門）受賞。
カードシリーズ
1985年から2000年までに羽生蒸留所で蒸留されたモルト原酒を、ホグスヘッド樽で貯蔵した後に様々な種類の樽でフィニッシュした、多様な風味のウイスキーボトルから構成されるシリーズで、2005年から2014年までにトランプの絵柄にちなんで全54種（クラブ・ダイヤ・ハート・スペード各13種+ジョーカー2種）が発売された。全てシングルカスク、カスクストレングス（無加水）、ノンチルフィルタード（無冷却濾過）、ノンカラー（無着色）であり、各数百本の限定出荷であった。
2019年8月16日に香港のオークションで全54本が揃った1セットが約1億円で落札され話題となった。同時点でシリーズ全54種が揃ったセットは世界で4セットしか確認されていないという。なお社長の肥土伊知郎はこの超高額落札について、「仰天した」「高い評価はありがたい」としつつも、「飲み物の値段ではなくなっているように感じました」「飲んでもらえるかどうかが心配」「プレミアムを見込んだ転売目的で購入される方が増え、私たちのウイスキーを楽しみながら味わいたいと思っている人たちがご購入しづらい状況になっていることに、複雑な思いを抱いております」「提供しているものはウイスキーそのものというより『ウイスキーを飲む体験』です。ウイスキーを飲みながら、一日の疲れを癒したり、気の置けない人たちと特別な日を過ごしたりという体験のなかに参加させてもらっているのがウイスキーという存在だと思っています。そんな時間をみなさんで愉しんでいただくことが私たちの願いです」と語り、複雑な心境を吐露した。